# Aboubacar Dramé Neto
Aboubacar Dramé Neto, né le 16 février 1994 à Brasilia, surnommé Abouba, est un joueur de volley-ball international brésilien évoluant au poste d'attaquant.

## Biographie
Aboubacar Dramé Neto est né à Brasilia de parents maliens. Son père (Moussa) et sa mère (Koumba) ont rejoint le Brésil pour le travail au début des années 1990. Son père était cuisinier à l'ambassade de Côte d'Ivoire.
Aboubacar découvre le volley-ball à l'âge de huit ans par ses trois sœurs (Mariam, Fatoumata et Aminata). Son surnom d'enfance était Aboubassauro en référence au personnage de Bulbasaur (Bulbizarre en français) dans l'anime Pokémon.

## Carrière

### En club
Il commence sa carrière au club de Vôlei UPIS, un club de la ville de Brasilia. En 2014 et 2015, il termine avec Vôlei UPIS à la huitième place de la Superliga B brésilienne. En 2015, Vôlei UPIS perd  en finale du tournoi sélectif pour la Superliga A contre Sao José Vôlei. Il dispute donc de nouveau la Superliga B et termine à la cinquième place. 
En 2016 et 2017, il rejoint le club de Minas Tênis Clube, club qui participa en 2016 au championnat du monde des clubs à Bétim (7e place). Cette saison, avec ce club, il fut finaliste du championnat de Mineiro et termina à la 6e place de la Superliga A. La saison suivant, il rejoint un autre club brésilien, Lebes/Canoas, et termine à la 8e place de la Superliga A. En 2018-2019, il s'engage au club brésilien de EMS Taubaté Funvic. Il gagne le titre du championnat de Paulista, termine 4e de la Copa Libertadores et remporte la Superliga A. En 2019, il découvre le championnat d'Italie avec le club calabrais Vibo Valentia.
Lors de la saison 2020-2021, il termine avec cette équipe 5e de la saison régulière de Lega Pallavolo Serie A au côté de trois ex-MVP de Ligue A (Thibault Rossard, Barthélémy Chinenyeze et l'Italien Davide Saitta). Lors de la saison 2021-2022, il rejoint le Tours VB pour remplacer au poste d'attaquant le biélorusse Artur Udrys qui avait remplacé le géant brésilien Renan (2,17 m), blessé en préparation. Il retrouve comme entraîneur Marcelo Fronckowiak avec qui il a participé aux Jeux panaméricains de 2019. Il est victime d'une rupture totale du tendon d'Achille droit avant le début du championnat de France, lors d'un match de préparation le 1 octobre 2021 contre Montpellier. Il a vécu avec son équipe la perte de ses trois finales (Coupe de France, Coupe CEV, Ligue A).
Aboubacar a repris la compétition le 7 octobre 2022 contre Chaumont VB après un an sans jouer. 
A l'issue de la saison 2022-2023, il est nommé dans les catégories meilleur joueur et meilleur pointu du championnat de France Ligue A.
Lors de sa saison 2022-2023 avec le Tours Volley-Ball, il remporte le doublé Coupe-Championnat. Il est élu MVP de la Finale de la Coupe de France.  

### En équipe nationale
En 2019, il débute avec le maillot brésilien aux Jeux Panaméricains, organisés à Lima. Cette équipe, dirigée par Marcelo Fronckowiak, est une équipe alternative car l'équipe du brésil est engagé également au tournoi pré-olympique. Dans ces jeux, le brésil termine à la 3e place.
En 2021, il est convoqué pour la deuxième fois par l'équipe du Brésil, entraîné par Renan Dal Zotto, pour jouer dans le Championnat d'Amérique du Sud. Il y remporte le titre.

## Style de jeu
Abouba a la particularité d'être puissant en attaque et fort sur le mur. 

## Palmarès

### Compétitions de clubs
| Compétition                   | Prix                              | Période   |
| ----------------------------- | --------------------------------- | --------- |
| Coupe de la CEV               | Médaille d'argent                 | 2020      |
| Coupe de la CEV               | Médaille d'argent                 | 2022      |
| Championnat de France Ligue A | Médaille d'or · Médaille d'argent | 2023 2022 |
| Coupe de France               | Médaille d'or · Médaille d'argent | 2023 2022 |
| Brazilian Superliga           | Médaille d'or                     | 2019      |
| Brazilian Cup                 | Médaille de bronze                | 2019      |
| Paulista Championship         | Médaille d'or                     | 2019      |
| Mineiro Championship          | Médaille d'argent                 | 2017      |

### Compétition en équipe nationale
| Compétition                   | Prix               | Période |
| Coupe panaméricaine           | Médaille de bronze | 2019    |
| Championnat d'Amérique du Sud | Médaille d'or      | 2021    |

## Distinctions individuelles
- MVP de la Finale de la Coupe de France en 2023[19]
- Nommé dans la catégorie meilleur joueur du Championnat de France Ligue A en 2023[18]
- Nommé dans la catégorie meilleur pointu du Championnat de France Ligue A en 2023[18]